# アルコバッサ修道院

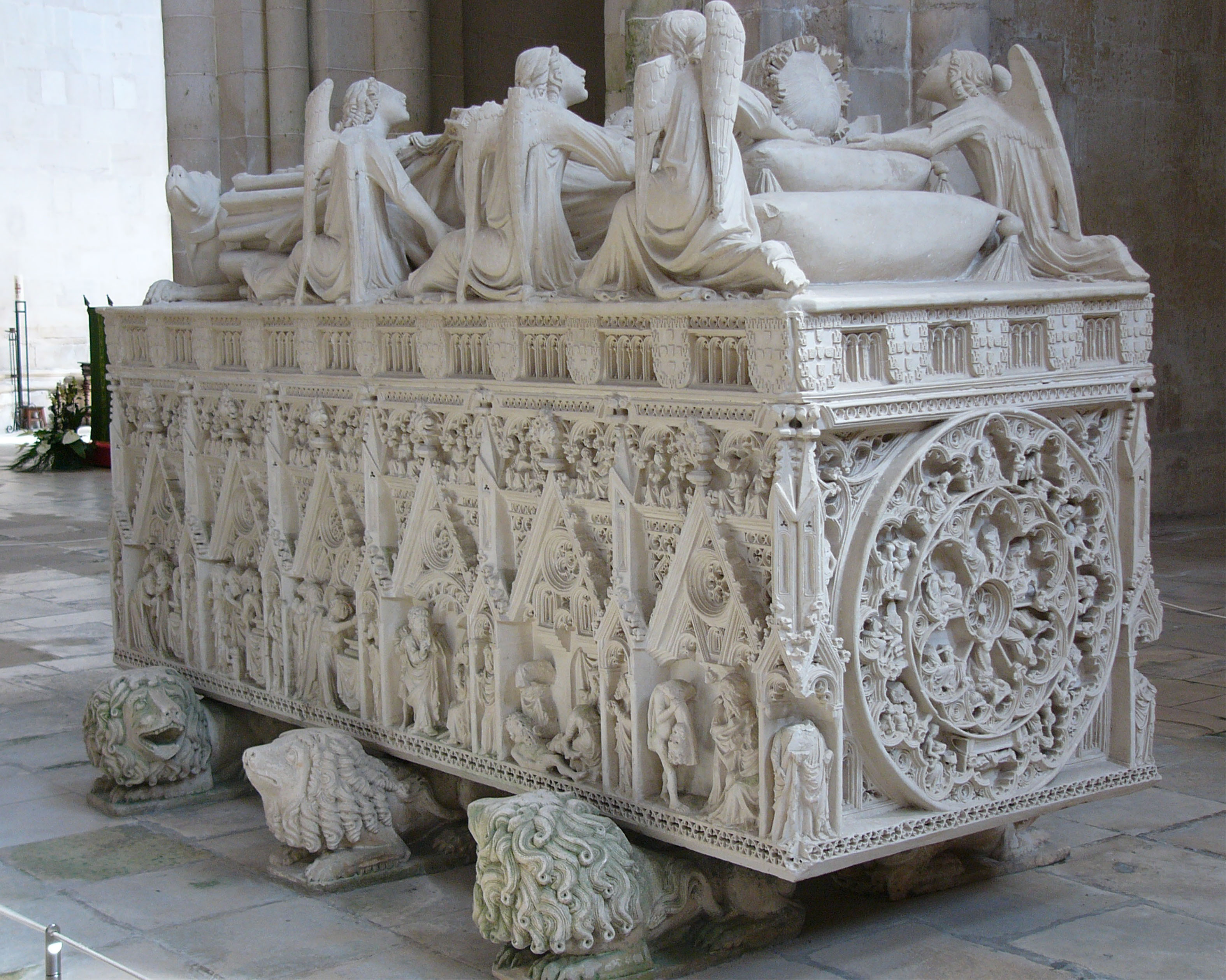
ペドロ一世の墓

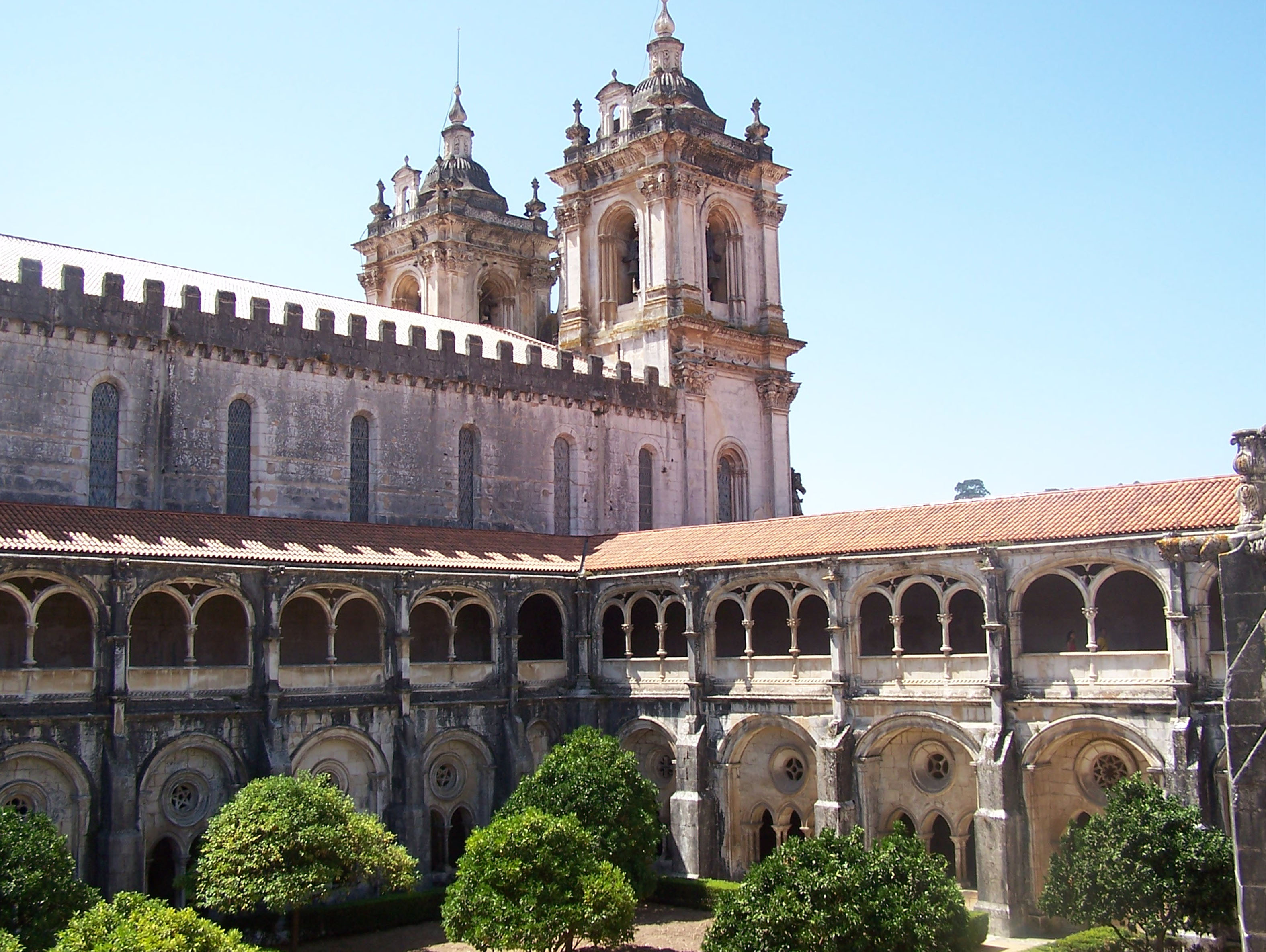
回廊と教会

アルコバーサ修道院（Mosteiro de Alcobaça）は、ポルトガル中部レイリーア県アルコバーサにあるシトー会修道院。正式名称はMosteiro de Santa Maria de Alcobaça（サンタ・マリーア・デ・アルコバーサ修道院）、またReal Abadia de Santa Maria de Alcobaça（王立サンタ・マリーア・デ・アルコバーサ大修道院）とも呼ばれる。ポルトガル最古のゴシック様式をもつ教会をはじめ中世の建築群がそのまま残り、1989年、ユネスコの世界遺産に登録された。アルコバサ修道院とも表記する。
ポルトガル初代国王アフォンソ1世の所願により、1178年に建築が始められた。フランスのシトー派の影響を強く受けている。修道院の正面ファサードは18世紀に改築されたバロック様式だが、内部はゴシック様式が残り、強い精神性を感じさせる。南の翼廊にはポルトガル文学で悲恋が歌われるペドロ1世と愛妾イネスの墓が並んでいる。

## ドン・ペドロとイネスの悲恋
ポルトガル王アフォンソ4世（在位1325年 - 1357年）は1334年、王太子ドン・ペドロをカスティーリャ王族コンスタンサ・マヌエルと結婚させた。ところが、カスティーリャ王国から嫁いできたコンスタンサの女官のなかにイネス・デ・カストロという香しい美女がおり、ペドロはイネスの方に夢中となった。王位の後継者が正妻を省みず、不倫の愛に溺れるのを見かねたアフォンソ王は何度もペドロにイネスとの関係を絶つように迫るが、ペドロは聞き入れようとはしなかった。王女コンスタンサは王子フェルナンド（のちのフェルナンド1世）を出産したが早世した。やがて歳月が流れ、ペドロはイネスとの間に子も生まれた。
公務をないがしろにしてコインブラで愛の生活を送るペドロに絶望したアフォンソ王は、ついにイネスを亡き者にするよう3人の家臣に命じた。1355年1月7日、王子ペドロの不在の間に3人の刺客はイネスを暗殺した。このことを知ったペドロは怒り狂い、ポルトガル北部で反乱を起こすが、母后ベアトリスのとりなしで、翌1356年8月に父と子は和解した。その5ヶ月後、アフォンソ王が死去し、ペドロはポルトガル王位に即位した。これがペドロ1世（在位1357年 - 1367年）である。
ペドロ王は父王とは和解しても、実際にイネスを手にかけた3人の刺客は許せなかった。カスティーリャに逃れた2人はポルトガルに引き渡され、ペドロ王の目の前で処刑された。アラゴン王国に亡命した者は自殺に追い込まれた。イネスを亡くしたペドロ1世はその後、二度と結婚せず独身を通している。そして公務に精励し、しばしば地方を巡回して裁判を行った。その裁判は厳格を極め、ペドロ厳格王と呼ばれた。ドニャ・イネスの悲劇は、ポルトガルの詩や伝説の中で永く語り継がれている。

## 世界遺産

### 登録基準
この世界遺産は世界遺産登録基準のうち、以下の条件を満たし、登録された（以下の基準は世界遺産センター公表の登録基準からの翻訳、引用である）。
- (1) 人類の創造的才能を表現する傑作。
- (4) 人類の歴史上重要な時代を例証する建築様式、建築物群、技術の集積または景観の優れた例。